# Dreheisenmesswerk

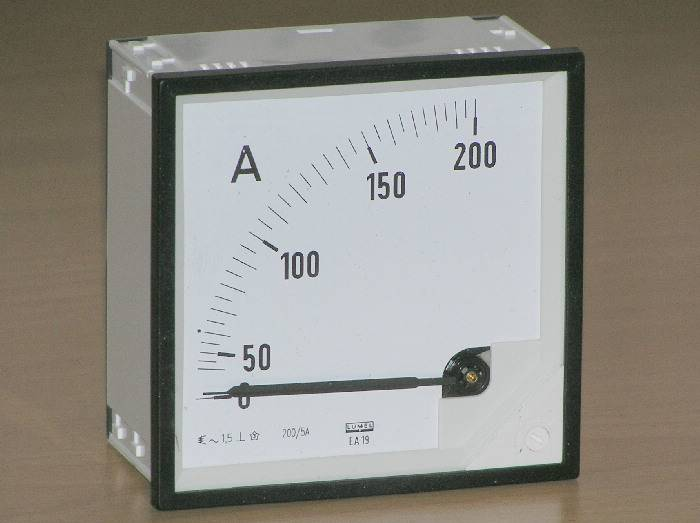
Dreheisenmessgerät: Einbaumodul zum Anschluss an einen Stromwandler 200:5 Ampere

Ein Dreheisen- oder Weicheisenmesswerk dient zur Messung der elektrischen Stromstärke und wird in analogen Strommessgeräten eingesetzt. Es wandelt die Stromstärke in eine entsprechende Anzeige um.
Dreheisenmesswerke werden bis heute produziert, wobei sie hauptsächlich zur Kontrolle im Anlagen- und Schaltschrankbau zum Einsatz kommen. In anderen Anwendungen sind sie weitgehend durch digitale Messgeräte wie das Digitalmultimeter ersetzt worden.

## Aufbau

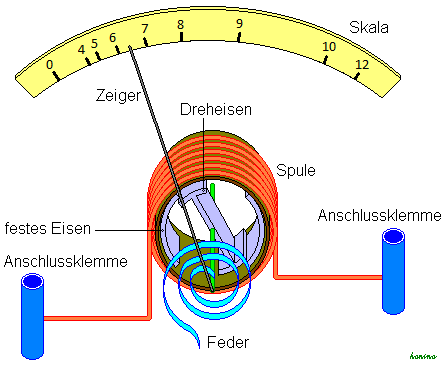
Aufbau eines Dreheisenmesswerks

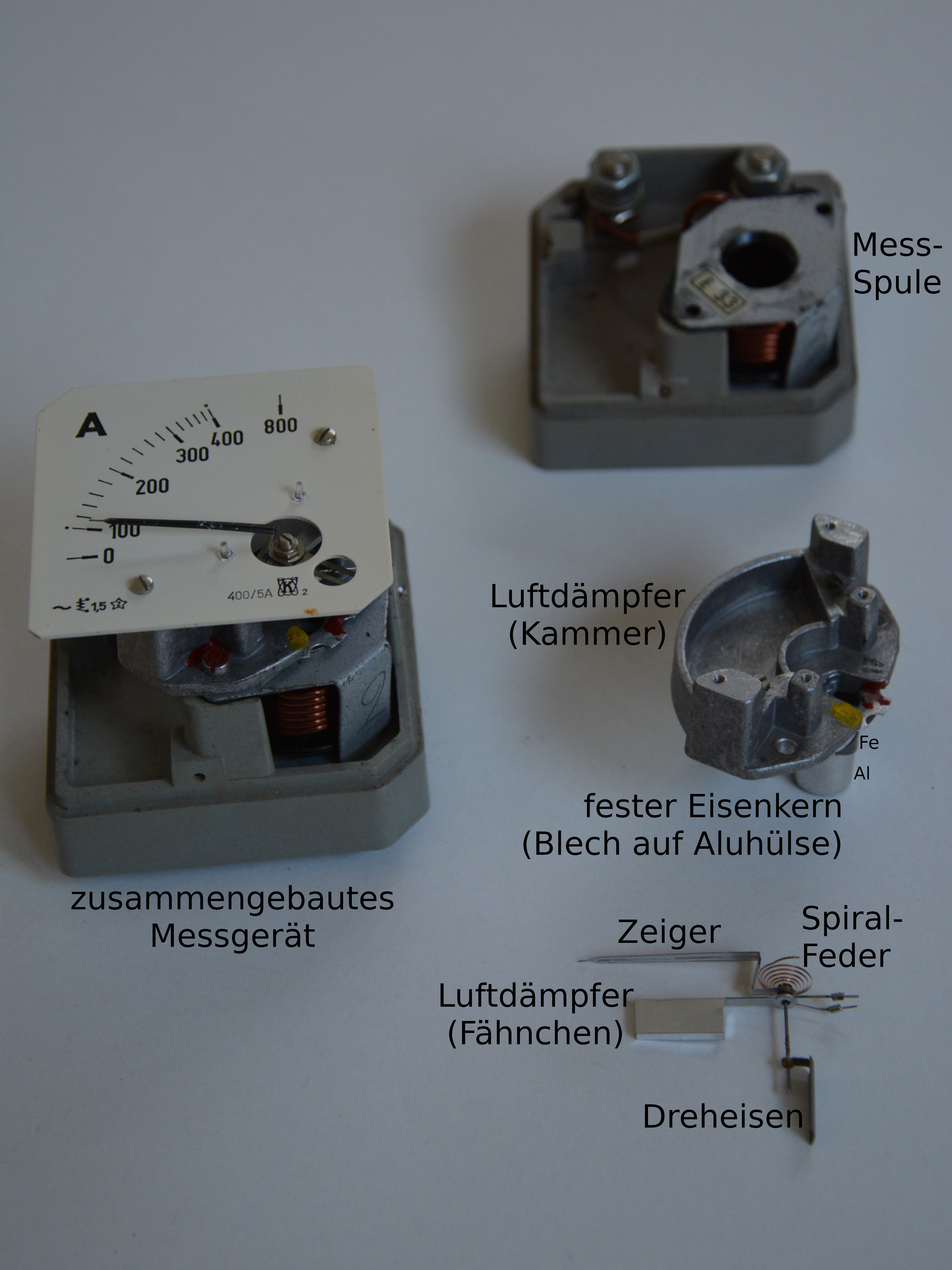
Innerer Aufbau eines Dreheisenmesswerks

Innerhalb einer einzelnen Spule befindet sich ein feststehender Eisenkern und ein an der Zeigerachse befestigter und mit ihr beweglicher Eisenkern (das Dreheisen). Fließt Strom durch die Spule, so werden beide Eisen gleichsinnig magnetisiert und stoßen sich daher ab. Hierdurch dreht sich der bewegliche Eisenkern vom festen weg und bringt den Zeiger zum Ausschlag. Hierbei wird eine Feder gespannt, bis die Federkraft gleich der magnetischen Reluktanzkraft ist. Nach Abschalten des Stroms stellt die Feder den Zeiger wieder in die Nullstellung zurück.
Der Ausschlag ist nicht proportional zur Stromstärke und abhängig vom Abstand zwischen den Eisenkernen, daher ist die Skale nicht linear geteilt. Da die beiden Eisenkerne unabhängig von der Polung immer gleichsinnig magnetisiert werden und sich abstoßen, eignet sich dieses Messwerk für Gleichstrom ebenso wie für Wechselstrom.
Da die Reluktanzkraft proportional zu {\displaystyle I^{2}} ist, zeigt ein Dreheisenmesswerk den Effektivwert oder quadratischen Mittelwert der Stromstärke bei Wechsel- oder Mischstrom an, auch wenn die Kurvenform vom Sinusverlauf abweicht. Zur Messung von Wechselstrom wird nicht, wie beim Drehspulmesswerk, ein Gleichrichter benötigt.
Bei Wechselstrommessung hat das Dreheisenmesswerk eine leicht induktive Impedanz, welche von der Frequenz abhängig ist. Ummagnetisierungs- und Wirbelstromverluste in den Eisen- und Metallteilen führen zu geringerem Ausschlag bei höheren Frequenzen. Bei niedrigen Frequenzen (15…100 Hz) ist das ohne Belang – bei höheren Frequenzen bis 2 kHz werden die Geräte auf die Arbeitsfrequenz kalibriert.
Dreheisen-Messgeräte besitzen prinzipbedingt eine nichtlineare Skaleneinteilung. Sie benötigen eine Luftdämpfung, da sie mangels eines Magneten keine Eigendämpfung besitzen. Sie sind gegenüber Drehspulmesswerken robuster.

## Messung hoher Stromstärken

Symbol für ein Dreheisenmesswerk

Dreheisenmesswerke können im Prinzip zur Messung hoher Stromstärken (bis ca. 200 A) ausgelegt werden, indem die Wicklung aus entsprechend dickem Draht gefertigt wird. Üblich ist auch die Verwendung von Stromwandlern, welche den Messstrom üblicherweise herab in den Bereich um 5 A transformiert. Nebenschlusswiderstände (Shunts) sind aufgrund der schwierigen Temperatur- und Frequenzkompensation unüblich. Zur Messung geringer Stromstärken unter etwa 20 mA sind Dreheisenmesswerke ungeeignet.
Dreheisenmesswerke sind tendenziell zu großen Stromstärken hin anderen Messverfahren hinsichtlich Spannungsabfall und Verlustleistung überlegen – bei deren Messprinzip ist theoretisch kein Spannungsabfall zur Messung nötig. So hat zum Beispiel ein 60-A-Messgerät bei 60 A einen Spannungsabfall von lediglich 20 mV, was geringer als der übliche Wert von 60 mV eines Shunts und viel geringer als die bei einem digitalen Multimeter bei Bereichsende üblicherweise abfallenden 200 mV ist.

## Spannungsmessung
Soll ein Dreheisenmesswerk zur Spannungsmessung eingesetzt werden, fertigt man dessen Spule aus dünnem Draht mit vielen Windungen. Dadurch entsteht eine hohe Induktivität und der Strom und somit die Anzeige wird stark frequenzabhängig. Um diesen Einfluss zu verringern und auch um Kupfer zu sparen, wird oft ein Vorwiderstand verwendet. Beispiel ist ein Messgerät, welches zur Messung der Netzspannung konstruiert ist und bei der Anzeige 220 Volt 10 mA benötigt. Es besitzt einen Vorwiderstand von 20 kΩ, an welchem bei dieser Messspannung 200 V abfällt und eine Verlustleistung von 2 W entsteht.
Zur Messung hoher Wechselspannungen (Mittelspannung) werden Messwandler (Spannungswandler) vorgeschaltet, die die Messspannung meist auf das Niveau um 100 V herabtransformieren.
Drehspulmessgeräte benötigen üblicherweise etwa 50 µA zur Spannungsmessung und liegen damit in ihrer Stromaufnahme etwa 2½ bis 3 Größenordnungen unter der von Dreheisenmessgeräten. Elektronische Spannungsmesser (auch analoge) haben nochmals um 2 Größenordnungen geringere Stromaufnahmen.

## Geschichte
Das Dreheisenmesswerk wurde vom österreichischen Ingenieur Friedrich Drexler im Jahr 1884 erfunden.